# Elisabeth Pepys

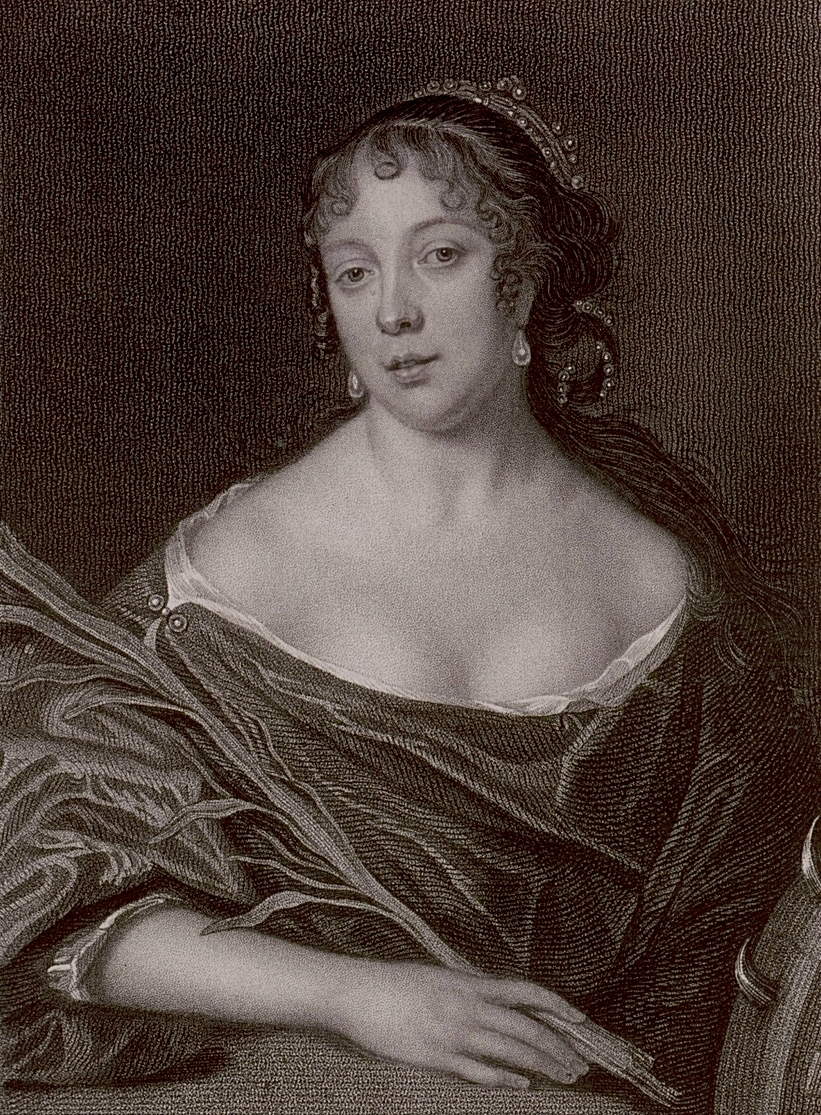
Elisabeth Pepys

Elisabeth Pepys, geborene Elisabeth de St. Michel, (* 23. Oktober 1640 in Bideford oder bei Bideford, Devon, England; † 10. November 1669) war die Ehefrau des Politikers und Autors Samuel Pepys.

## Leben

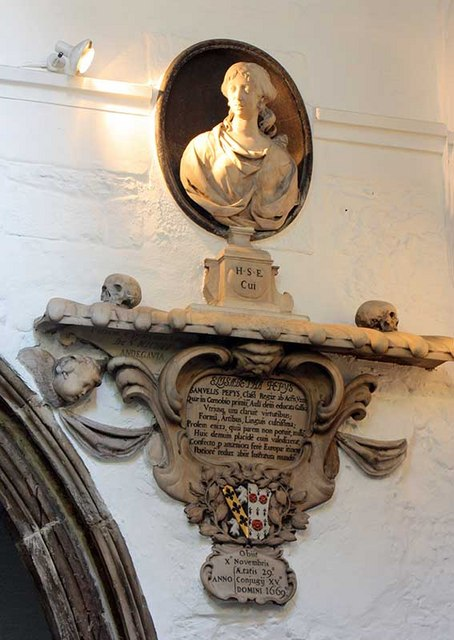

Elisabeth Pepys war die Tochter Alexandre de St. Michels, eines Franzosen, der als junger Mann zum Protestantismus konvertiert war, und seiner Frau Dorothea, einer Britin.
Ihre frühe Jugend verlebte sie wohl in England, später verbrachte sie einige Zeit auch in Frankreich und anderen europäischen Ländern. Im Alter von annähernd 15 Jahren heiratete sie den jungen englischen Finanzangestellten Samuel Pepys, der nach der Restauration der Stuart-Monarchie mehrere wichtige Posten in der Marineverwaltung bekleidete sowie eine herausragende Stellung im politischen, wissenschaftlichen und gesellschaftlichen Leben seiner Heimatstadt London einnahm. In seinem berühmten Tagebuch, das erst mehr als 100 Jahre nach seinem Tod gefunden wurde, hielt er das gemeinschaftliche Leben und den gesellschaftlichen Aufstieg des Paares über einen Zeitraum von beinahe 10 Jahren fest.
Elisabeth Pepys starb, vermutlich an Typhus, nach der Rückkehr von einer Frankreichreise, die sie gegen Ende des Jahres 1669 mit ihrem Mann unternommen hatte. Sie wurde – wie 34 Jahre später auch Samuel Pepys – im Kirchenschiff von St Olave Hart Street in der Londoner City beigesetzt, wo sich bis heute eine Büste von ihr befindet.